# Attic Records
Attic Records fue un sello discográfico independiente canadiense que fue fundado por Alexander Mair y Tom Williams en 1974.  Se caracterizó por promover el talento de su país, lanzando a artistas como Anvil, Lee Aaron, Teenage Head, The Nylons y Triumph, por mencionar algunos. También publicó varios álbumes de artistas que no estaban relacionados con una discográfica grande, por ejemplo, Judas Priest, George Thorogood, Katrina and the Waves, Creed, King Diamond y Sepultura.

## Historia

### Inicios: 1974-1979
En 1974, Alexander Mair y Tom Williams fundaron la discográfica independiente Attic Records en la ciudad de Toronto, Ontario. En sus primeros años de existencia publicó discos de cantantes y grupos como Fludd, Haggod Hardy, Shirley Eikhard, Ken Tobias, Patsy Gallant y Triumph, siendo con este último con el que Attic obtendría cierta reputación internacional.

### 1980-1989
Ya en la década de 1980, Attic lanzó discos de Katrina and the Waves, Merciful Fate, Anvil, The Nylons y Lee Aaron, obteniendo buenas ganancias en esta época.

### Comienzo del fin y bancarrota: 1990-2001
Aunque siguió lanzando algunos álbumes de estudio, Attic comenzó a sufrir estragos debido a la gran competencia, dejando de ser una discográfica independiente en 1999, ya que fue adquirida por The Song Corporation, liderada por Allan Gregg. Attic se convirtió en una subsidiaria de dicha compañía, cambiando su nombre a Song Recordings.
Dos años después, The Song Corporation se declaró en bancarrota en 2001. Unidisc Music compró los catálogos, siendo actualmente de su propiedad.

## Artistas
- Aaron Carter
- Anvil
- Annie Ryan
- Belinda Metz
- Body Electric
- Creed (solo en Canadá)
- Downchild Blues Band
- Dutch Mason
- Elton Motello
- Fludd
- George Thorogood
- Goblin
- Goddo
- Hagood Hardy
- Haywire
- Jesse Winchester
- Judas Priest (solo en Canadá)
- Kamahl
- Katrina and the Waves
- King Diamond (solo en Canadá)
- Killer Dwarfs
- Lio
- Maclean & Maclean
- Maestro Fresh Wes
- Motörhead
- Patsy Gallant
- Plastic Bertrand
- Razor
- Rick Worrall
- Riot
- Rob McConnell & The Boss Brass
- Secret Service
- Sepultura (solo en Canadá)
- Shirley Eikhard
- Teenage Head
- The Frantics
- The Irish Rovers
- The Lincolns
- The Nylons
- The Soft Boys
- Toyah
- Triumph
- Warriors
- "Weird Al" Yankovic